# Мартинук, Джордан
Джордан Мартинук (англ. Jordan Martinook; род. 25 июля 1992, Брандон) — канадский хоккеист, нападающий клуба «Каролина Харрикейнз».

## Карьера
На юниорском уровне играл за «Драйтон Вэлли Тандер», пока в 2010 году не перешёл в «Ванкувер Джайентс», в котором продолжил свою карьеру. На драфте НХЛ 2012 года был выбран во 2-м раунде под общим 58-м номером клубом «Финикс Койотис».
1 сентября 2012 года подписал с «Койотис» трёхлетний контракт новичка. Он продолжил свою карьеру в фарм-клубе «Финикса» «Портленд Пайретс», за который выступал в течение трёх сезонов, вызываясь в состав «Аризоны». Дебютировал в НХЛ 7 декабря 2014 года в матче с «Бостон Брюинз», который закончился победой «Бостона» со счётом 5:2. Всего в дебютном сезоне он сыграл 8 матчей, в которых набрал одно очко.
20 июля 2015 года продлил контракт с клубом на два года.
22 июля 2017 года вновь подписал новый двухлетний контракт с «Аризоной». 3 мая 2018 году был обменян в «Каролину Харрикейнз» на нападающего Маркуса Крюгера.
23 ноября 2018 года в матче с «Флоридой Пантерз» оформил свой первый хет-трик в карьере, а «Харрикейнз» выиграли матч со счётом 4:1. 29 января 2019 года подписал с клубом новый двухлетний контракт.
28 июля 2021 года продлил контракт с «Каролиной» на три года.